# Cinta de audio digital
La Cinta de Audio Digital, (del  inglés Digital Audio Tape y abreviado DAT) fue un medio de grabación y reproducción de señal de audio digitalizado, el cual fue desarrollado y presentado por la empresa japonesa Sony en 1987. Fue el primer formato de casete digital comercializado y, en apariencia, es similar a un casete convencional de audio, que usa cinta magnética de 4 mm de ancho encapsulada en una carcasa protectora, pero es aproximadamente la mitad del tamaño con 73 mm × 54 mm × 10,5 mm.

## Principio de grabación
Como su nombre lo indica, la grabación se realiza de forma digital en lugar de analógica. La grabación y conversión a casete DAT tiene mayor, igual o menor tasa de muestreo que para la producción de un CD (48, 44,1 o 32 kHz de frecuencia de muestreo y 16 bits de cuantificación). Si se copia una fuente digital entonces el casete DAT producirá una copia exacta, diferente de otros medios digitales como el Casete Compacto Digital o el MiniDisc Hi-MD, los cuales tienen compresión con pérdida de datos. 
Al igual que muchos formatos de vídeo casete, un casete DAT solo puede ser grabado por un lado, a diferencia de un casete de audio análogico.
Como más de 80 compañías (en su mayoría niponas) estaban desarrollando el DAT en paralelo, hubo muchos puntos en los que no se llegó a un acuerdo sobre el estándar a utilizar. La investigación derivó en dos tecnologías:
- S-DAT (DAT de Cabeza Estacionaria)
- R-DAT (DAT de Cabeza Rotatoria).

DAT era un formato dirigido al sector profesional que requería en su momento un sistema de grabación digital con el cual poder realizar masters de grabación para CD, ya que en el momento de la invención del disco compacto todos los master o cintas maestras de 2 pistas, se realizaban en cinta de carrete abierto de 1/4 de pulgada de ancho.
El DAT completaba una línea de productos, en aquellos momentos, en la cual se incluían los sistemas Multipista PCM de Sony (en formato S-DAT o DASH "Digital Audio Tape Stationary Head"), con los cuales se podía realizar una grabación, mezcla y posterior transferencia a CD digitalmente.
Actualmente queda superado por la potencia de los PC, que dotados de potentes softwares de edición, permiten la mezcla y la creación posterior del CD, el cual se va a "copiar" en la empresa de fabricación de CD.

## Elementos Comunes en el R-DAT y el S-DAT

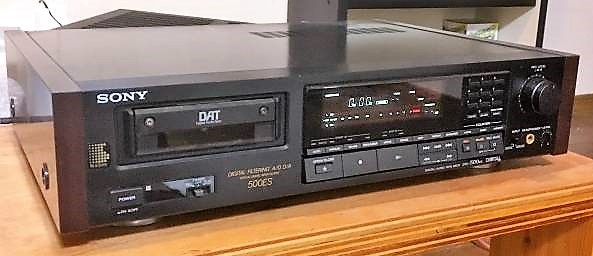
Reproductor SONY DTC-500ES

### Grabador y reproductor de Dat

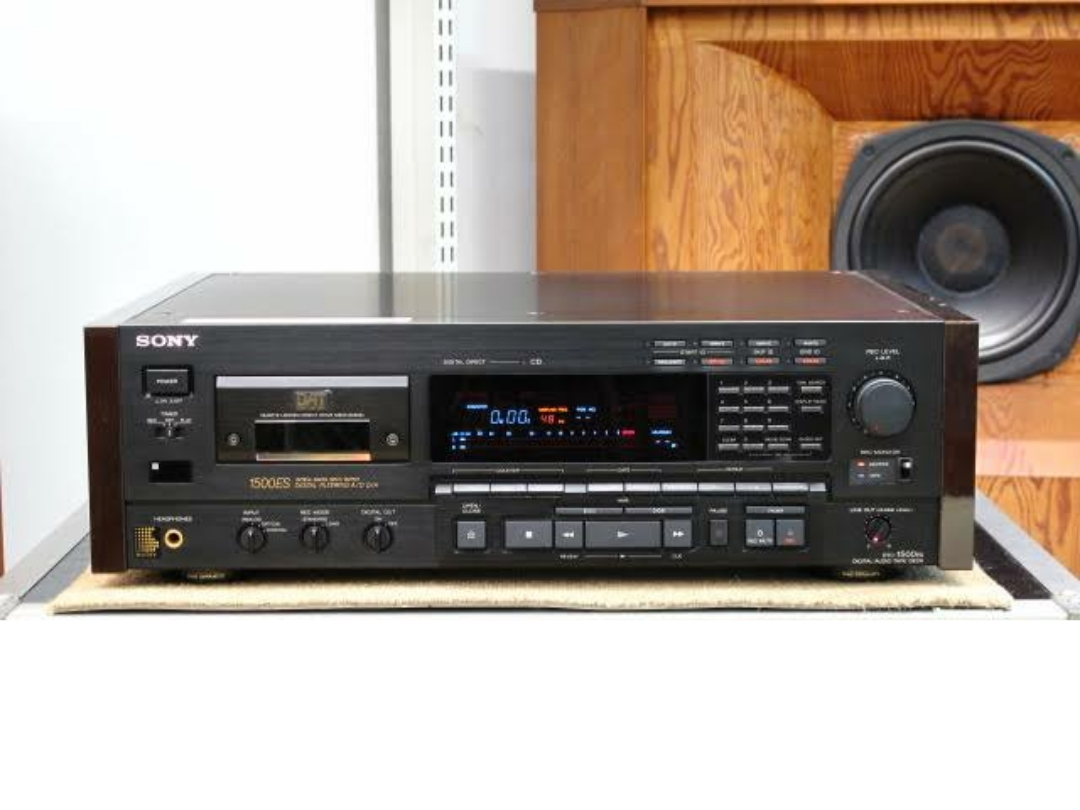
Grabador y reproductor de Dat Sony DTC 1500ES

Los tipos de cinta y sus potencialidades en el R-DAT y S-DAT no son los mismos. Aunque tienen en común su naturaleza, su ancho y su grosor. 
La DAT es una cinta de partículas de metal de alta coercitividad (1400 oersted), 3,81 mm (1/7 de pulgada) de ancho y un grosor de 13 micras y su tamaño es aproximadamente la mitad de un casete analógico. Las cintas R-DAT y S-DAT se diferencian en las dimensiones concretas del cartucho en el que van insertadas.

### Corrección de errores
Tanto R-DAT como S-DAT utilizan el código Reed-Solomon para la detección, corrección y cancelación de errores. Es un sistema muy útil si surgen problemas durante la reproducción (no tienen porque ser grandes problemas, una simple mota de polvo, arañazo, o huella digital pueden producir errores). Para evitar los errores, los datos no se graban en orden, sino que las muestras de audio se intercalan. Si se pierden gran cantidad de muestras, estas no están seguidas, con lo que al reproducir el sonido, probablemente, no sea audible la pérdida. Para ello, durante la grabación, se destinan una serie de bits que controlan estos datos y además codifican y registran una determinada cantidad de información redundante (un mismo dato es grabado de una vez en una ubicación diferente).
Un sistema de corrección de errores puede reconstruir la señal si las muestras dañadas (ya sean errores aleatorios o errores de ráfaga) no sobrepase la capacidad del sistema. Cuando se producen estos errores leves, el sistema de reproducción avisa mediante el destello de un diodo LED verde y se efectúa la corrección de manera automática.
Cuando el número de errores excede la capacidad automática del sistema, este realiza la media matemática entre de los valores adyacentes (anterior y posterior). Aunque el valor interpolado no sea el correcto, al menos, no producirá un efecto desagradable. La interpolación también recibe el nombre de promediado u ocultación. 

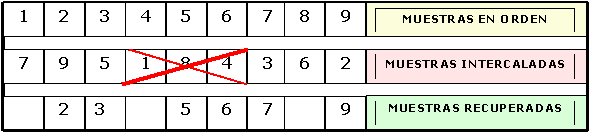
Corrección de errores en el formato DAT.

Los equipos digitales cuando hacen una interpolación lo indican mediante un diodo LED naranja. Si se dan muchos casos en que haya tenido que ser promediado el valor, podría que los cabezales estaban sucios o el eje puede haber sufrido una pequeña desviación.
En los casos en que la interpolación no es posible, pues, pese al intercalado, alguna de las muestras de referencia, la anterior o la posterior están también dañadas el reproductor retiene la muestra anterior (hold). Cuando el sistema hace una retención lo indica mediante una luz roja y el sistema reproductor automáticamente silencia la salida si detecta varias retenciones. Aunque el equipo permita reproducir la señal con errores, el sonido resultante puede ser desagradable, introducir clic, desaparecer o incluso romperse. También hay que realizar revisiones periódicas de los equipos porque se pueden producir desajustes difíciles de detectar que pueden suponer que un sonido grabado resulta irreproducible. Esto puede darse cuando se graba una cinta en un equipo que tenga algún desgaste en las cabezas o en sus mecanismos. Si es reproducida la cinta en ese aparato, el sonido será el correcto, pero si la reproducción se efectúa en otro equipo la señal esta completamente distorsionada y resulta, prácticamente irrecuperable.

## Multigeneración y sistema SCMS

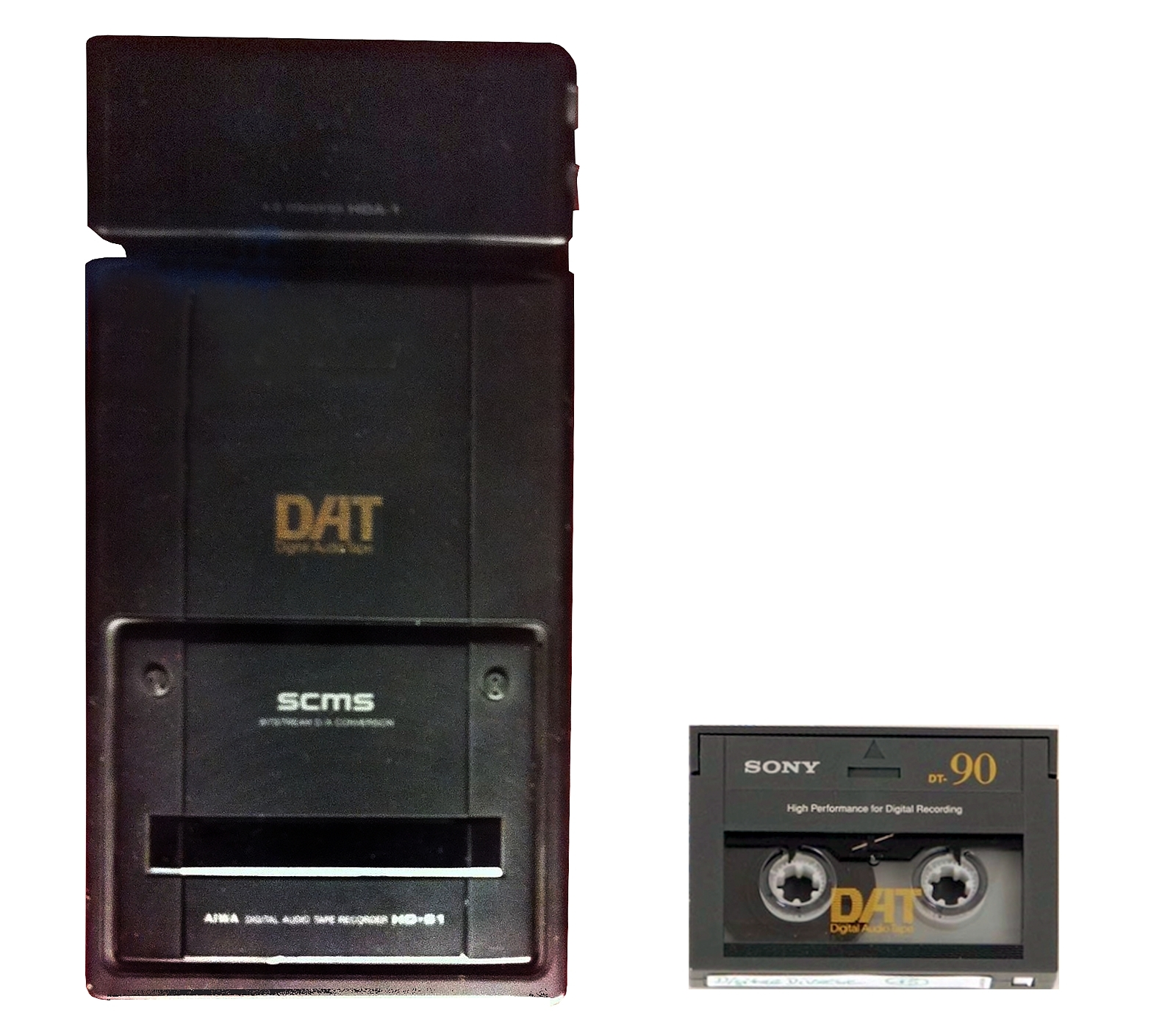
DAT recorder

Teóricamente, los dos formatos DAT (R-DAT y S-DAT), como el DCC, permiten la replicación o multigeneración ilimitada. Sin embargo, Sony y Phillips introdujeron un sistema antipiratería (de gestión de copias): el SCMS (Serial Copy Management System) que permitió a los consumidores realizar una única copia en cinta digital de audio desde otro soporte comercial (DAT, MD, CD o cualquier otra fuente digital). La copia podía entonces ser usada de manera personal  pero evitaba que éstos hicieran copias ilimitadas, para redistribuir a terceras personas. Para ello, entre otras cosas, el SCMS lee los códigos de la fuente original, introduciendo un marcador booleano en la cabecera de cada objeto audio, e impide que los reproductores de formato DCC realicen más de una copia de una fuente pregrabada original.
Este sistema falló principalmente porque el hardware que producían algunos fabricantes no lo soportaba.

## R-DAT
El R-DAT (DAT de cabeza rotatoria) se basa en el funcionamiento de los vídeos domésticos. Durante la grabación, se mueve tanto la cabeza cilíndrica (montada sobre un tambor que gira) como la cinta. La velocidad relativa cabezal-cinta es muy baja (8,15; 4,075 y 12,255 mm/s) con respecto al S-DAT (47,6; 43,7; 31,7 y 23,8 mm/s).
El R-DAT permite 4 modos de grabación-reproducción y dos modos de reproducción diferentes. 
|                                 | Reproducción y grabación | Reproducción y grabación | Reproducción y grabación | Reproducción y grabación | Reproducción cinta pregrabada | Reproducción cinta pregrabada |
|                                 | Obligado                 | Opción 1                 | Opción 2                 | Opción 3                 | Opción 1                      | Opción 2                      |
| Frecuencia de muestreo (en kHz) | 48                       | 32                       | 32                       | 32                       | 44,1                          | 44,1                          |
| Resolución (en dB)              | 16                       | 16                       | 12 -no lineal-           | 12 -no lineal-           | 16                            | 16                            |
| Velocidad de la cinta (en mm/s) | 8,15                     | 8,15                     | 4,075                    | 8,15                     | 8,15                          | 12,255                        |
| Nº máximo de pistas             | 2                        | 2                        | 2                        | 4                        | 2                             | 2                             |

Los últimos modelos de R-DAT, todavía en uso (2005), permiten la grabación de 20 bits con una frecuencia de muestreo de 96 kHz. 
La R-DAT es una cinta DAT (una cinta de metal de alta coercitividad, con un ancho de cinta de 1/7 de pulgada y un grosor de 13 micras); que se diferencia de la S-DAT (que comparte estas características) en su espesor (10,5 mm) su profundidad (54 mm) y su longitud (la de 60 m de largo, proporciona 2 horas).
En el R-DAT, las pistas son diagonales (grabación helicoidal) con una anchura de 13,59 micras, sin necesidad de cinta de guarda. Las pistas se graban con un ángulo de 6° 23’. Cada pista, sigue una dirección opuesta a la que sigue su pista adyacente. Se pueden grabar pistas adyacentes que se llegan a solapar gracias a la información que proporciona el AFT (Seguimiento automático de Pistas). 
Como las pistas se graban en diagonal, permiten mayor superficie de grabación, lo que hace que el consumo de cinta sea menor. La R-DAT contiene 60 metros (120 minutos de reproducción) frente a los 130 metros (90 minutos de reproducción) de la S-DAT. 
El R-DAT, a diferencia de la CC y de la S-DAT (y como las cintas de vídeo), incorpora una tapa que protege la cinta cuando está fuera del equipo. La tapa se levanta automáticamente cuando la cinta es introducida en el mismo.
Además la casete de R-DAT dispone de 4 agujeros que permiten que el equipo inmediatamente detecte que tipo de casete es y si esta o no pregrabada.
El casete R-DAT no posee las tradicionales cara A y B, lo que se debe a que sus pistas son diagonales. (El S-DAT, como tiene pistas lineales, sí que se organiza como cara A y B – las pistas de una cara siguen la dirección opuesta a las de la otra).
El R-DAT presenta 3 grandes inconvenientes:
- Con niveles de humedad muy altos, la cinta puede pegarse al tambor.
- No dispone de borrado, que ha de realizarse sobrescribiendo las pistas.
- No permite el duplicado industrial de cintas con las técnicas de alta velocidad. Como si fuera un CD, necesita de un disco maestro y se realiza de un copiado por contacto.

## S-DAT
En el S-DAT (DAT de cabeza estacionaria), durante la grabación, sólo se mueve la cinta, la cabeza permanece fija, por ello, la velocidad relativa cabeza cinta es más alta que en la del R-DAT que se mueven tanto cabeza como cinta. 
Las velocidades de reproducción o grabación del S-DAT son: 47,6, 43,7, 31,7 y 23,8 mm/s, mientras que las del R-DAT son: 8,15 4,075 y 12,255 mm/s.).
El S-DAT permite, como el R-DAT, también 4 modos de grabación-reproducción, pero, a diferencia de este, tiene un solo 1 modo de reproducción de sonido pregrabado.
El tamaño del casete S-DAT es ligeramente superior al del R-DAT, porque contiene mayor longitud de cinta. La S-DAT contienen 130 metros (90 minutos de reproducción) frente a los 60 metros (120 minutos de reproducción) de la R-DAT. 
El S-DAT divide la cinta en 20 pistas paralelas de 65 micras, entre las cuales hay una separación de guarda (La R-DAT) no la tiene. Además, el S-DAT, como tiene pistas lineales, si se organiza como cara A y B, a diferencia R-DAT que no posee las tradicionales cara A y B.
La S-DAT (como el casete analógico) no tiene tapa. El R-DAT, sí que poseía una tapa que protegía la cinta y se abría automáticamente al introducirla en el equipo (como ocurre con las cintas VHS).
El principal inconveniente del S-DAT, en relación con el R-DAT, es que no permite regrabar la información de sub-código (marcas de inicio de grabación), etc, por lo que resulta menos operativa que la R-DAT, por lo demás, supera todos sus inconvenientes.
|                                 |          |          |                | REPRODUCCIÓN Y GRABACIÓN | REPRODUCCIÓN CINTA PREGRABADA |
|                                 | OBLIGADO | OPCIÓN 1 | OPCIÓN 2       | OPCIÓN 3                 | OPCIÓN 1                      |
| Frec. muestreo(En kHz)          | 48       | 32       | 32             | 32                       | 44,1                          |
| Resolución (en Bits)            | 16       | 16       | 12 -no lineal- | 12 -no lineal-           | 16                            |
| Velocidad de la cinta (En mm/s) | 47,6     | 31,7     | 23,8           | 47,6                     | 43,7                          |
| Nº máximo de pistas             | 2        | 2        | 2              | 4                        | 2                             |